# Midlum (Föhr)
Midlum település Németországban, Schleswig-Holstein tartományban. Lakosainak száma 412 fő (2023. december 31.). Midlum Oldsum és Alkersum községekkel határos.

## Fekvése
Föhr szigetén fekvő település.

## Népesség
A település népességének változása:
| Lakosok száma | 259  | 443  | 438  | 435  | 433  | 416  | 412  |
|               | 1975 | 2017 | 2018 | 2019 | 2021 | 2022 | 2023 |